# Cambodia Airways
Cambogia Airways Co. Ltd., commercializzata con il marchio Cambogia Airways, è una compagnia aerea della Cambogia con sede a Phnom Penh nata nel 2017. L'hub della compagnia è l'aeroporto Internazionale di Phnom Pehn.

## Storia
Cambodia Airways fu fondata l'11 settembre 2017, con un capitale sociale iniziale di $ 200 milioni. Ad agosto la compagnia ha ottenuto i documenti di approvazione dal governo cambogiano e ha completato la registrazione dell'attività a settembre. Cambodia Airways ha ottenuto ufficialmente il certificato AOC il 6 luglio e ha lanciato la prima rotta con un volo commerciale tra Phnom Penh e Siem Reap il 10 luglio 2018, operato con un Airbus A319-100.
Nel 2019 la compagnia ha ricevuto il suo primo Airbus A320-200.

## Flotta
A dicembre 2022 la flotta della Cambodia Airways è composta dai seguenti aeromobili: